# Eriskirch (stacja kolejowa)
Eriskirch – stacja kolejowa w Eriskirch, w kraju związkowym Badenia-Wirtembergia, w Niemczech.
W budynku dworca znajduje się Centrum Ochrony Przyrody, które jest jednym z 7 tego typu placówek w Badenii-Wirtembergii.
| Eriskirch                            |  |                               |
| Linia Bodenseegürtel                 |  |                               |
| Friedrichshafen Ostodległość: 3,2 km |  | Langenargen odległość: 3,8 km |